# André Piva
André Festugato Piva (Caxias do Sul, 1968 — 5 de agosto de 2020) foi um arquiteto com escritório no Rio de Janeiro e atuação em outros países e um dos pioneiros na luta pelo reconhecimento oficial das relações homoafetivas, ao se casar, após longa batalha judicial, com o estilista Carlos Tufvesson.

## Piva arquiteto
Filho do advogado Luiz Carlos e da professora Beatriz Festugato, André Piva morou em Caxias do Sul e Brasília com a família, e, após a separação dos pais, mudou-se com o irmão, o ator Guilherme Piva, para o Rio de Janeiro. No Rio, formou-se Arquitetura pela Universidade Federal do Rio de Janeiro, abrindo escritório próprio em 1995. Nos primeiros cinco anos, focou-se em projetos comerciais, como escritórios, lojas e restaurantes. A partir de 2000, após construir sua própria casa, que mereceu destaque na imprensa brasileira e internacional, o arquiteto partiu para projetos residenciais, com mais liberdade para exercer seu estilo despojado.
Hoje, o escritório conta com uma equipe de 15 pessoas e está dividido entre arquitetura comercial, residencial e interiores. Seu trabalho recebe influências de arquitetos e movimentos modernos, como a Bauhaus ,  Van de Roher, Alvar Aalto e Álvaro Siza. Piva participa de todas as edições do Casa Cor desde 2003. Construiu ainda uma  carreira internacional  com projetos em Portugal, israel, França, inglaterra, Estados Unidos e Áustria

## Luta pelo Reconhecimento do Casamento Homoafetivo
Desde 1995, Piva se relacionou com o estilista Carlos Tufvesson, que mais tarde se tornou titular da Coordenadoria Especial da Diversidade Sexual do Rio de Janeiro. Depois de lutarem por 16 anos na Justiça pelo direito de casarem, Piva e  Tufvesson conseguiram uma decisão favorável do Supremo Tribunal Federal em 2011. Com o aval do STF, se sentiram seguros para celebrar a união, numa badalada festa no Museu de Arte Moderna do Rio, com centenas de convidados e a presença de celebridades do mundo artístico. Mas, apesar de a cerimônia ter sido presidida por uma juíza de paz, a Justiça se negou a converter a união estável em casamento. O casal teve que recorrer novamente ao STF e somente conseguiu obter a certidão de casamento em 22 de setembro de 2013.